# Lothar Kempter (Schriftsteller)
Lothar Kempter (* 1. Mai 1900 in Zürich; † 12. Februar 2001 in Winterthur; heimatberechtigt in Zürich) war ein Schweizer Schriftsteller, Kunsthistoriker und Germanist.

## Leben

### Familie und Ausbildung
Der evangelisch getaufte, aus Zürich stammende Lothar Kempter war der Sohn des Musiktheorielehrers, Dirigenten sowie Komponisten Friedrich Alexander Lothar Kempter (1873–1948) und ein Enkel des Komponisten Lothar Kempter.
1919 erwarb Kempter die eidgenössische Maturität am Literargymnasium Zürichberg der Kantonsschule Rämibühl. Im Anschluss wandte er sich dem Studium der Germanistik, Geschichte, Kunstgeschichte sowie Lateinischen Philologie an der Friedrich-Wilhelms-Universität zu Berlin sowie der Universität Zürich zu, dort erfolgte 1923 seine Promotion zum Dr. phil. Lothar Kempter war mit Maria, der Schwester des Schriftstellers Konrad Bänninger (1890–1981), verheiratet. Kempter verstarb im Februar 2001 im Alter von 100 Jahren in Winterthur.

### Beruflicher Werdegang
Nach ersten beruflichen Einsätzen nach seinem Studienabschluss trat Lothar Kempter im Jahr 1929 eine Stelle als Deutschlehrer an der Kantonsschule Im Lee in Winterthur an, die er bis zu seiner Verabschiedung in den Ruhestand im Jahr 1966 bekleidete. 1965 erhielt er eine Anstellung als wissenschaftlicher Mitarbeiter am Schweizerischen Institut für Kunstwissenschaften in Zürich, aus der er 1975 ausschied.
Der als Schriftsteller und mit Beiträgen zur Deutschen Literatur, Musik- und Kunstgeschichte hervorgetretene Lothar Kempter wurde 1959 mit dem Kulturpreis der Stadt Winterthur, 1972 mit einer Ehrengabe des Kantons Zürich, 1974 mit der Ehrenmitgliedschaft der Hölderlin-Gesellschaft und ebenfalls 1974 mit dem Carl-Heinrich-Ernst-Kunstpreis ausgezeichnet.

## Veröffentlichungen
- Hölderlin und die Mythologie. In: Wege zur Dichtung, Bd. 6. Verlag der Münster-Presse, Horgen-Zürich 1929.
- Die Schwester: Erzählung. Literarische Vereinigung, Winterthur 1940.
- Das Naturereignis. In: Sprachgut der Schweiz. Heft 8, Abt. A. Eugen Rentsch Verlag, Erlenbach-Zürich 1941. (als Hrsg.)
- Das Naturbild im schweizerischen Schrifttum. In: Sprachgut der Schweiz, H. 7/8. Eugen Rentsch Verlag, Erlenbach-Zürich 1943.
- Hölderlin in Hauptwil. Tschudy-Verlag, St. Gallen 1946.
- Der Maler Hans Brühlmann 1878–1911. In: Bogen, Heft 42. Tschudy-Verlag, St. Gallen 1954.
- Geleit zum Menschentum – Festschrift für Eduard Spranger zum 75. Geburtstag. 27. Juni 1957. Max Niemeyer, Tübingen 1957.
- Das Geheimnis des Schöpferischen im Wort Conrad Ferdinand Meyers. Vortrag. In: Jahresbericht der Gottfried Keller-Gesellschaft, 29. Verlag der Gottfried Keller-Gesellschaft, Zürich 1960 online (PDF; 12,5 MB).
- Hans Reinhart, 1880–1963. Literarische Vereinigung, Winterthur 1964.
- Schleppe und Flügel. Gedichte aus den Jahren 1918 bis 1974. In: Neununddreissigste Gabe der Literarischen Vereinigung Winterthur. Verlag W. Vogel, Winterthur 1974.
- Gustav Weiss. Ein Maler des Lichts. Vontobel Druck AG, Feldmeilen 1977. (mit Helmut Kruschwitz)